# Elisabet Ljungar
Elisabet Ljungar, regissör, född 21 oktober 1958, verksam vid operahus och teatrar i Skandinavien. Grundare av och konstnärlig ledare för kammaroperakompaniet TeaterTravers 2001-2012. Scenkonstpedagog. Medlem i Sveriges Dramatikerförbund. Musikchef vid Norrlandsoperan i Umeå 2015-2018. 2018-2023 konstnärlig ledare och chef för Nordiska Kammarorkestern samt Musik Västernorrland (Scenkonst Västernorrland AB).